# EtherType
EtherType, em redes de computadores, é um campo de um pacote Ethernet, que define qual protocolo de camada superior o pacote transporta. O tamanho do campo EtherType é de dois bytes.